# Jared Ward (Schauspieler)
Jared Ward (* 4. August 1977 in Arlington County, Virginia) ist ein US-amerikanischer Schauspieler. 

## Leben und Karriere
Jared Ward stammt aus Virginia und ist seit 2002 als Schauspieler aktiv. Er tritt vor allem als Gastdarsteller in bekannten US-Serien auf, zunächst etwa Will & Grace, Without a Trace – Spurlos verschwunden, CSI: Miami oder The Unit – Eine Frage der Ehre 2006 übernahm er eine kleine Rolle als Trent in Streets of Philadelphia – Unter Verrätern. Es folgten Engagement in Kurzfilmen und Videospielen.
Weitere Serienauftritte verbuchte Ward u. a. mit Navy CIS, Homeland und Hawaii Five-0. 2014 spielte er im Film Break Point die Rolle des Alan Freidman und wirkte von 2014 bis 2016 in der Serie Hit the Floor mit.

## Filmografie (Auswahl)
- 2002: Will & Grace (Fernsehserie, Episode 5x07)
- 2003: Threat Matrix – Alarmstufe Rot (Treat Matrix, Fernsehserie, Episode 1x04)
- 2005–2006: CSI: Miami (Fernsehserie, 3 Episoden)
- 2006: Without a Trace – Spurlos verschwunden (Without a Trace, Fernsehserie, Episode 4x12)
- 2006: The Unit – Eine Frage der Ehre (The Unit, Fernsehserie, Episode 1x06)
- 2006: Streets of Philadelphia – Unter Verrätern (Street of Philadelphia)
- 2006: Splinter
- 2007: True Love
- 2007: Moonlight (Fernsehserie, Episode 1x03)
- 2008: October Road (Fernsehserie, Episode 2x08)
- 2008: Heroes (Fernsehserie, Episode 3x01)
- 2009: Tom Cool
- 2009: Reality Hell (Fernsehserie, Episode 1x06)
- 2011: The Event (Fernsehserie, Episode 1x14)
- 2011: The F–List (Fernsehserie, 2 Episoden)
- 2011: The Samantha Story (Kurzfilm)
- 2012: Wrong
- 2012: Castle (Fernsehserie, Episode 4x14)
- 2012: Southland (Fernsehserie, Episode 4x06)
- 2012: Dexter (Fernsehserie, Episode 7x12)
- 2013: Go On (Fernsehserie, Episode 1x13)
- 2013: The Exes (Fernsehserie, Episode 3x10)
- 2013: Navy CIS (Fernsehserie, Episode 11x01)
- 2013: Hawaii Five-0 (Fernsehserie, Episode 4x03)
- 2013: Homeland (Fernsehserie, 2 Episoden)
- 2014: Sam & Cat (Fernsehserie, Episode 1x23)
- 2014: Break Point
- 2014: Kingdom (Fernsehserie, 2 Episoden)
- 2014–2016: Hit the Floor (Fernsehserie, 9 Episoden)
- 2016: The Night Shift (Fernsehserie, Episode 3x13)
- 2017: Bosch (Fernsehserie, 5 Episoden)
- 2017: Scandal (Fernsehserie, 2 Episoden)
- 2017–2018: The Fosters (Fernsehserie)
- 2018: Lucifer (Fernsehserie, Episode 3x20)